# Трайче Янчевски
Трайче Янчевски (на македонска литературна норма: Трајче Јанчевски) е виден художник от Република Македония.

## Биография
Роден е на 29 януари 1928 година в Куманово, Кралство на сърби, хървати и словенци. Завършва основно образование в родния си град и в 1949 година завършва художественото училище в Скопие, където учи при Никола Мартиноски и Лазар Личеноски. В 1954 година завършва Академията за приложни изкуства в Белград и паралелно сценография.
От 1955 до 1957 година работи като преподавател по изкуство в Куманово. В 1964 – 1965 година специализира в Париж. От 1957 до 1988 година работи като сценограф в Драматичния театър в Скопие. Преподава и в Педагогическата академия.
Янчевски участва на много изложби в страната и чужбина, сред които Петата интернационална изложба на съвременно изкуство в Ню Делхи заедно с Пикасо, Шагал, Миро и Интернационалната изложба на съвременно изкуство в Париж. Носител е на наградите „11 ноември“ на град Куманово (1984), „11 октомври“ за цялосто творчество на Република Македония (1989) и наградата на Дружеството за изобразителни изкуства „Нерешки майстори“ (2007). В 1964 година Янчевски печели наградата на фондацията „Моша Пияде“, а в 1992 година парижката издателска къща „Монд“ го вклюва в изданието „Майстори и художници от света на 20 век“ и са отпечатани пощенски марки с две негови творби. Една година по-късно същата издателска къща го включва и в изданието „Златната книга на колекционери и любители на изкуството“ с творбата му „Птичи ритуал“. В 1994 – 1995 година влиза в изданието „Кой кой е в световното изкуство“, издадено в Лозана, Швейцария, а в 1996 – 1997 година същото издание го избира за един от най-значимите световни художници. Творбата му „В закрила“ е отпечатана в специално издание пощенски марки. Носител е на „Златен венец“ на Академията за изобразително изкуство и култура за Централна Европа в Париж. В същата година Янчевски става член на тази академия.
Умира след дълго боледуване на 4 февруари 2015 година в Скопие.